# Wanette, Oklahoma
Wanette, Oklahoma (енгл. Wanette) град је у америчкој савезној држави Оклахома.

## Демографија
По попису из 2010. године број становника је 350, што је 52 (-12,9%) становника мање него 2000. године.
| Група             | 2000.       | 2010.       |
| Белци             | 353 (87,8%) | 283 (80,9%) |
| Афроамериканци    | 0 (0,0%)    | 3 (0,9%)    |
| Азијати           | 0 (0,0%)    | 0 (0,0%)    |
| Хиспаноамериканци | 2 (0,5%)    | 8 (2,3%)    |
| Укупно            | 402         | 350         |